# Pavlov’s Dog
Pavlov’s Dog ist eine US-amerikanische, 1972 in St. Louis, Missouri gegründete progressive Rockband, deren Sound vor allem durch die Falsettstimme des Leadsängers David Surkamp geprägt wird. Neben Surkamps Stimme wird der sehr rhythmische Rock dadurch geprägt, dass zusätzlich zur Standardrockinstrumentierung (Gesang, E-Gitarre, Bassgitarre, Schlagzeug plus Keyboard) einige klassische Instrumente wie Flöte, Geigen und andere Streichinstrumente sowie das Mellotron melodietragend eingesetzt werden.

## Geschichte

### Allgemein
Pavlov’s Dog bestand zunächst aus David Surkamp (* 23. Mai 1952, Gesang und Gitarre), Steve Scorfina (Leadgitarre zuvor bei REO Speedwagon), Mike Safron (Schlagzeug), Rick Stockton (E-Bass), David Hamilton (Keyboard), Doug Rayburn (Mellotron und Flöte) und Siegfried Carver (gebürtig: Richard Nadler; verschiedene Streichinstrumente einschließlich der seltenen Vitar, einer Kombination aus Gitarre und Violine).
Bereits im Oktober 1973 nahm die Band innerhalb von drei Tagen im Golden Voice Studio in Pekin, Illinois, ein vollständiges, selbst produziertes Album auf, welches eigentlich unbetitelt war und wegen des Aufnahmeortes im Folgenden Pekin Tapes genannt wurde. Die Aufnahmen galten nach der Zerstörung des Studios durch einen Brand im Jahre 1977 bis 2014 als verschollen. Die Band erhielt aufgrund der Aufnahmen für USD 650.000,- einen Plattenvertrag bei ABC Records, welche das Album jedoch nicht veröffentlichte, sondern die Band zurück ins Studio schickte. Das neu aufgenommene Material, welches neben fünf bereits auf den Pekin Tapes vertretenen und nun deutlich veränderten Songs fünf weitere, neue Songs enthielt, wurde 1975 unter dem Titel Pampered Menial als offizielles Debütalbum veröffentlicht. Bereits kurze Zeit später erfolgte eine Wiederveröffentlichung bei Columbia Records. Das Album ist im Vergleich zu späteren Veröffentlichungen besonders rockig. Das bekannteste Lied Julia von diesem Album wird heute noch regelmäßig von Radiostationen gespielt. Das Lied wurde mittlerweile auch in verschiedene Hitsammlungen aufgenommen wie z. B. die Hitgiganten Lovesongs-CD von Sony BMG vom 25. November 2005.
Siegfried Carver verließ die Band nach dem ersten Album. 1976 veröffentlichte die Band ihr zweites Album At the Sound of the Bell, das weniger hart und melodischer war. David Hamilton verließ die Band und wurde durch Tom Nickeson ersetzt. Der frühere Schlagzeuger von Yes, Bill Bruford, trat als Sessionmusiker hinzu.
Die Band nahm 1977 mit dem Schlagzeuger Kirk Sarkisian ihr drittes Album unter dem Arbeitstitel Has Anyone Here Seen Sigfried? auf, in Erinnerung an Geiger Sigfried Carver, der die Band 1975 verlassen hatte. Wegen der schwachen Verkäufe der ersten beiden Alben lehnte Columbia Records jedoch eine Veröffentlichung ab, kündigte den Vertrag und die Band trennte sich. Das dritte Album erschien nur als Bootleg in kleiner Auflage von gestohlenen Masterbändern. Es wurde zunächst in einer Privatpressung auf Vinyl veröffentlicht als The St. Louis Hounds (ohne den Namen „Pavlov’s Dog“ auf dem Cover zu erwähnen). 1994 wurde das Album illegal von dem deutschen Label TRC unter dem Namen Third veröffentlicht. Erst später (2007 & 2014) erschien es offiziell bei Rockville Music unter dem ursprünglichen Arbeitstitel  Has Anyone Here Seen Sigfried?.
Am 5. Juli 1989 brachte Sony die beiden ersten Alben als Doppel-CD heraus.
In den 1990er Jahren wurde Pavlov’s Dog neu gegründet, wieder mit David Surkamp und Doug Rayburn von der Originalbesetzung. Sie spielten für das amerikanische Label Telectro Lost in America ein, das in Europa von dem Label TRC illegal veröffentlicht wurde. Erst 2007 erschien Lost in America regulär in Europa bei Rockville Music. Parallel versuchte sich Mike Safron 1990 an einer Wiederbelebung der Band. Ohne Originalsänger David Surkamp entstand unter dem Bandnamen „Pavlov’s Dog 2000“ das erfolglose Album End of the World, das bei Kanned Goose Records veröffentlicht wurde.
Am 26. Juni 2004 fand in St. Louis, Missouri anlässlich des 30-jährigen Jubiläums von „Pampered Menial“ ein Erinnerungskonzert in der Originalbesetzung von 1974 statt, mit Ausnahme von Siegfried Carver. Seit 2005 touren Pavlov’s Dog regelmäßig, wobei die Originalmitglieder David Surkamp und Mike Safron zunächst von wechselnden Musikern begleitet wurden. Kurzzeitig war 2008 auch Originalmitglied Douglas Rayburn wieder dabei, verabschiedete sich aber nach nur einer Tournee wieder. Auch David Surkamps Frau Sara (Gesang, Gitarre) gehört seit 2005 zum festen Line-Up der Band. Aus gesundheitlichen Gründen musste Safron 2010 pausieren und verließ 2013 die Band.
2007 unterschrieben Pavlov’s Dog mit dem deutschen Label Rockville Music einen neuen Plattenvertrag. In der Folge erschien die weltweit erste legale Version des dritten Albums, jetzt betitelt mit Has Anyone Here Seen Sigfried?, ergänzt mit zehn Bonustracks unveröffentlichter Live- und Studioaufnahmen von 1973 bis 1977. Ebenso wurde Lost In America erstmals weltweit veröffentlicht, auch dieses ergänzt mit acht Bonustracks. 2007 veröffentlichte Rockville das neue Album von David Surkamp Dancing on the Edge of a Teacup. 2009 brachte Rockville Pampered Menial mit vier Bonustracks sowie At the Sound of the Bell mit drei Bonustracks jeweils als Digipak heraus. Ersteres im Design der original ABC Vinylplatte von 1975 (so bislang noch nicht auf CD erhältlich) mit unveröffentlichten Bildern im Booklet, zweiteres mit dem einzig bekannten Bandfoto der Mk II-Besetzung incl. Bill Bruford.
Im Oktober 2010 erschien das Studioalbum Echo & Boo, das dem früheren Pavlov’s Dog-Musiker Siegfried Carver aka Richard Nadler gewidmet wurde, der 30. Mai 2009 in Kansas 60-jährig verstorben war. Am 21. Januar 2011 wurde mit Live and Unleashed (Live in Europa 2009) das erste Livealbum der Bandgeschichte veröffentlicht.
2013 verließ Originalmitglied Mike Safron die Band. Er wurde durch Manfred Plötz ersetzt, der seit 2006 auch Tourmanager von Pavlov‘s Dog ist und Safron bereits 2010 vertrat, als dieser aus gesundheitlichen Gründen plötzlich  ausfiel.
2013 wurden die originalen Masterbänder des 1977 aufgenommenen dritten Albums wiederentdeckt. Es erschien im Februar 2014 unter dem Titel Has Anyone Here Seen Sigfried (orig. Mastertapes). Das Cover zeigt erstmals das ursprünglich für dieses Album 1977 vorgesehene Motiv (Sherlock Holmes & Dr. Watson mit Spürhund). Da für diese Neuveröffentlichung nun erstmals die originalen Masterbänder verfügbar waren, zeichnet sie sich gegenüber allen bisherigen Versionen durch eine enorm verbesserte Soundqualität aus (alle bisherigen Versionen stammten von minderwertigen Kassettenkopien). Auf der Neuveröffentlichung befinden sich zudem 8 unveröffentlichte Bonustracks, die keine Überschneidungen zu den Bonustracks bisheriger Versionen aufweisen.
2014 wurde eine Kopie der im Oktober 1973 aufgenommenen Pekin Tapes in einem privaten Nachlass entdeckt. Die Aufnahmen wurden restauriert und im November 2014 zusammen mit Demoaufnahmen aus dem März 1973 unter dem Titel The Pekin Tapes bei Rockville Music veröffentlicht.
Am 19. August 2016 erschien mit House Broken das zweite Livealbum. Doppel-CD und DVD sind komplette Mitschnitte der über zweistündigen Show am 26. Oktober 2015 in Nürnberg.
Am 17. Januar 2018 beging Keyboardspieler Nathan Jatcko Selbstmord. Er wurde durch Mark Maher ersetzt. In der Folge verließ auch Amanda McCoy die Band und wurde durch David Malachowski ersetzt.
Am 7. Dezember 2018 erschien das Studioalbum Prodigal Dreamer. Es enthält über eine Spieldauer von 61:11 Minuten 13 Songs und orientiert sich musikalisch an den ersten beiden Alben. Es wurde vom deutschen Eclipsed Magazin zum Album des Monats und in der Folge auf Platz 14 der Alben des Jahres 2018 gewählt.

### Bandname
Der Bandname (dt. „Pawlowscher Hund“) spielt auf den berühmten Versuch des russischen Verhaltensforschers Iwan Petrowitsch Pawlow an, mit dem er den Bedingten Reflex bei Hunden nachwies.

### Legenden
David Surkamps äußerst prägnante Stimme wurde in Amerika verglichen mit der von Geddy Lee von der Band Rush. Wegen ihrer Höhe wird sie oft von Hörern, die Pavlov’s Dog nicht kennen, für eine Frauenstimme gehalten.
Nach anfänglich schwachen Verkaufszahlen entwickelten sich die beiden Platten besonders in Deutschland bis weit in die Achtziger hinein mit zu den stärksten Longsellern. Da die Plattenfirma nach der Kündigung des Plattenvertrags keinerlei Auskunft über die Band mehr gab, die Band selbst sich aufgelöst hatte, entstanden Gerüchte: So wurde u. a. erzählt, dass der Leadsänger erstochen worden sei. Am stärksten verbreitet war aber das Gerücht, dass der Sänger die hohe Stimme durch das Einatmen von Helium erzeugt habe und er daran gestorben sei.
Diesen Gerüchten konnte auch die Tatsache nichts anhaben, dass Surkamp mit dem Fairport-Convention-Mitglied Ian Matthews eine Band namens Hi-Fi gründete. Sie nahmen 1981 eine 12"-Live-EP mit dem Titel Hi-Fi Demonstration Record und 1983 ein Studioalbum mit dem Titel Moods for Mallards auf, aber die Band blieb weitgehend unbekannt. Beide Alben wurden 2012 unter dem Titel “Hi-Fi – The Complete Collection/The Seattle Years” mit 5 Bonustracks und Bonus-DVD wiederveröffentlicht.

## Diskografie

### Studioalben
- 1975: Pampered Menial
- 1976: At the Sound of the Bell
- 1977: St. Louis Hounds (Vinyl)
- 1990: Lost in America
- 1994: Third (CD; identisch St. Louis Hounds)
- 2007: Has Anyone Here Seen Sigfried? (Third + 10 Bonustracks)
- 2010: Echo & Boo
- 2014: Has Anyone Here Seen Sigfried? (Orig. Mastertapes) (Third von orig. Mastertapes + 8 Bonustracks)
- 2014: The Pekin Tapes
- 2018: Prodigal Dreamer

### Livealben
- 2011: Live and Unleashed (Live Europe 2009)
- 2016: House Broken - Live 2015 (DoCD + DVD)

### Sonstiges
- 2007: David Surkamp - Dancing on the Edge of a Teacup
- 2012: Hi-Fi - The Complete Collection / The Seattle Years (CD+DVD)